# Masové sledování

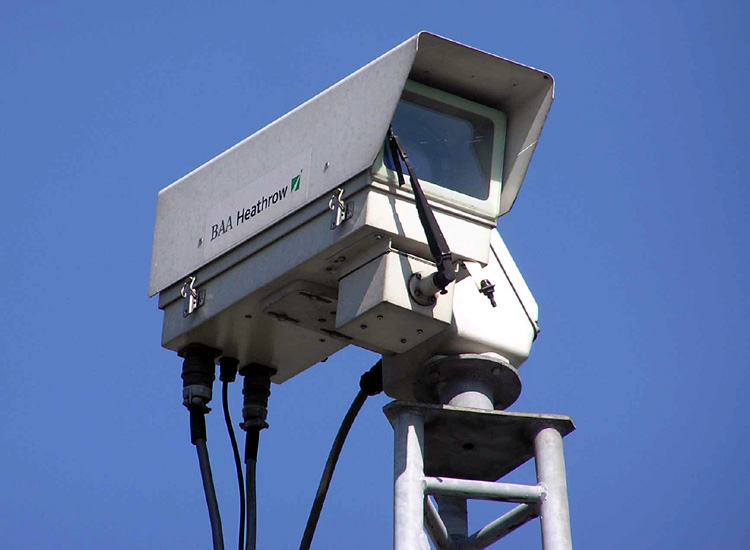
Kamerový systém

Masové sledování (též masový dohled nebo hromadné sledování) je všudypřítomný dohled, špehování, vstup do soukromí celé nebo podstatné části obyvatelstva. Dohled obvykle provádí vlády, často tajně, ale může být také prováděn také soukromou společností na příkaz vlády nebo z vlastního podnětu. Tato praxe může nebo nemusí být legální a může nebo nemusí vyžadovat svolení soudu nebo jiného nezávislého orgánu.
Dle harvardské profesorky Shoshany Zuboff je současná podoba masového dohledu umožněn zejména spoluprací soukromého a státního sektoru, kdy soukromý sektor (zejména digitální giganti) poskytuje státům potřebná data.
Zastánci masového sledování ho považují za nezbytné v boji proti terorismu, k předcházení sociálním nepokojům, ochraně národní bezpečnosti, v boji proti dětské pornografii a k ochraně dětí. Často je hromadné sledování podporováno těmi, kterým prospívá.
Masové sledovaní je na druhé straně široce kritizováno jako porušení práva na soukromí, omezení občanských a politických práv a svobod, a za jeho nezákonnost v některých právních a ústavních systémech. Existuje také obava, že rostoucí masový dohled povede k totalitnímu státu, kde je politický disent oslaben programy jako COINTELPRO.
Legitimita globálního sledování ze strany světových vlád byla v roce 2013 zpochybněna Edwardem Snowdenem, který zveřejnil rozsah monitorování internetu americkou NSA. Jeho odhalení vyvolalo debatu o občanských svobodách a právu na soukromí v digitálním věku.

## Biometrický dohled
Specifickým masovým sledováním obyvatelstva je tzv. biometrický dohled, kdy jsou využity kamery rozpoznávající tváře. Nejdále v tomto směru zatím zašly státy jako Čína, Rusko či Izrael. S kamerovými systémy, které rozpoznávají tváře, se však experimentuje i v Evropě. Významně omezit by je měl projednávaný Akt o umělé inteligenci. V Česku jsou zatím kamery rozpoznávající tváře využívány oficiálně pouze na Letišti Václava Havla.

## Systémy masového dohledu podle zemí
- Golden Shield Project (též Velký čínský firewall) – čínský systém
- PRISM – systém americké NSA
- SORM – ruský systém masového dohledu
- NATGRID – indický systém
- Wolf Pack – izraelský systém používaný na okupovaných palestinských územích
- ECHELON – britský systém monitorování satelitní komunikace
- Tempora – britský systém sledující veškerou telefonní komunikaci, e-maily a internetový provoz jak v Británii, tak po světě
- XKeyscore - tajný systém masového sledování americkou NSA